# Xã Bloom, Quận Scioto, Ohio
Xã Bloom (tiếng Anh: Bloom Township) là một xã thuộc quận Scioto, tiểu bang Ohio, Hoa Kỳ. Năm 2010, dân số của xã này là 3.235 người.